# Dorfkirche Kambs (Vorbeck)

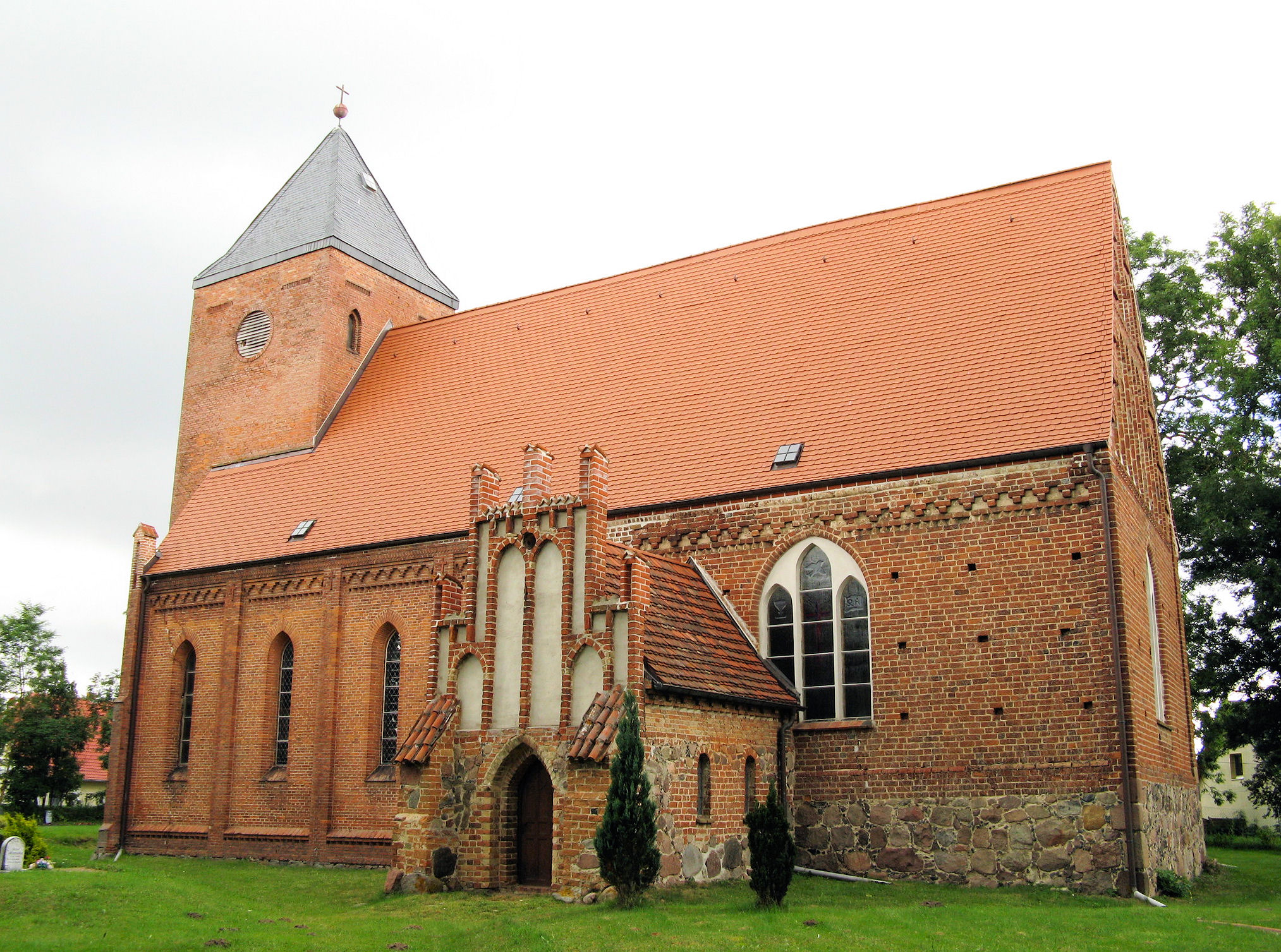
Dorfkirche Kambs

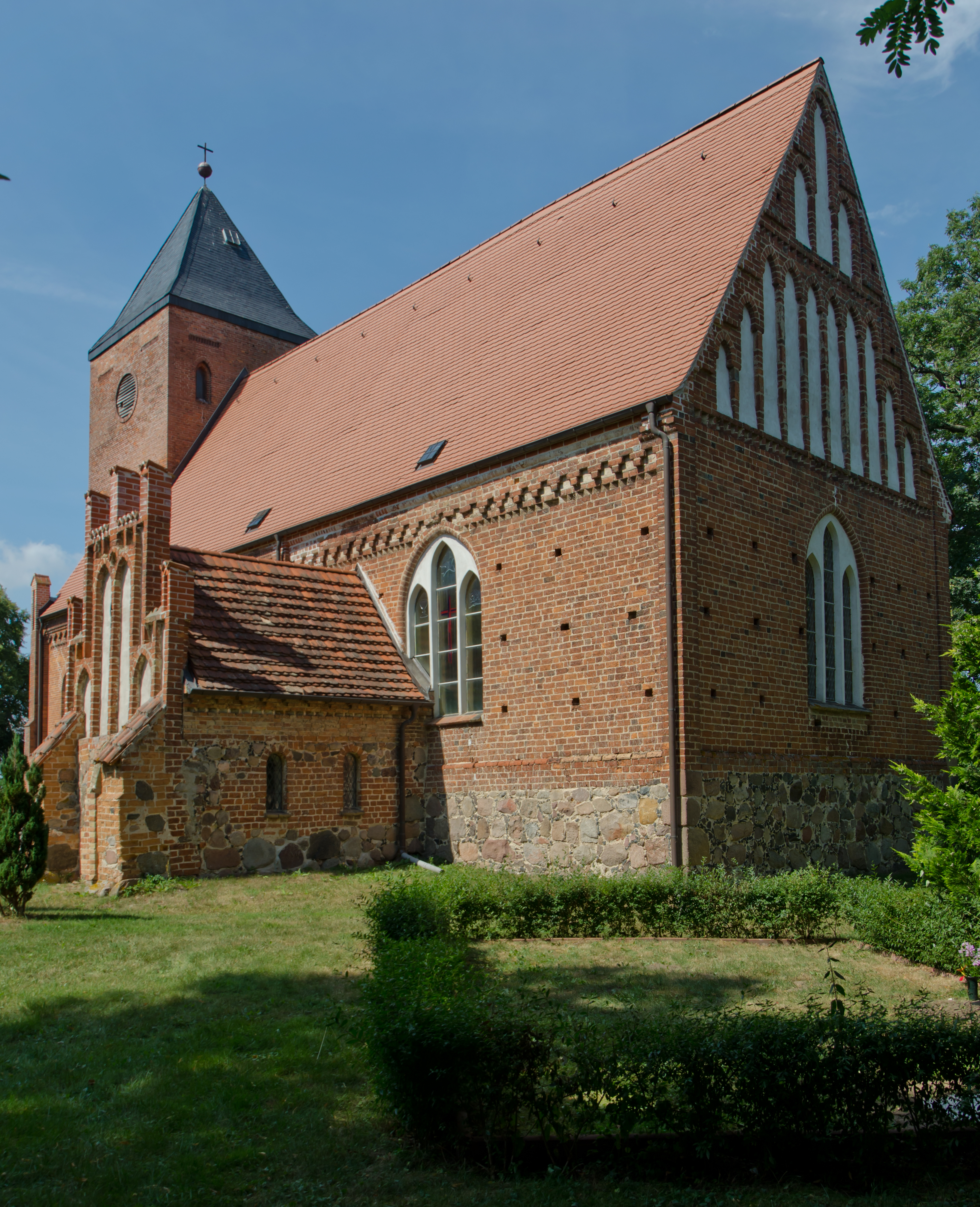
Ansicht von Südosten

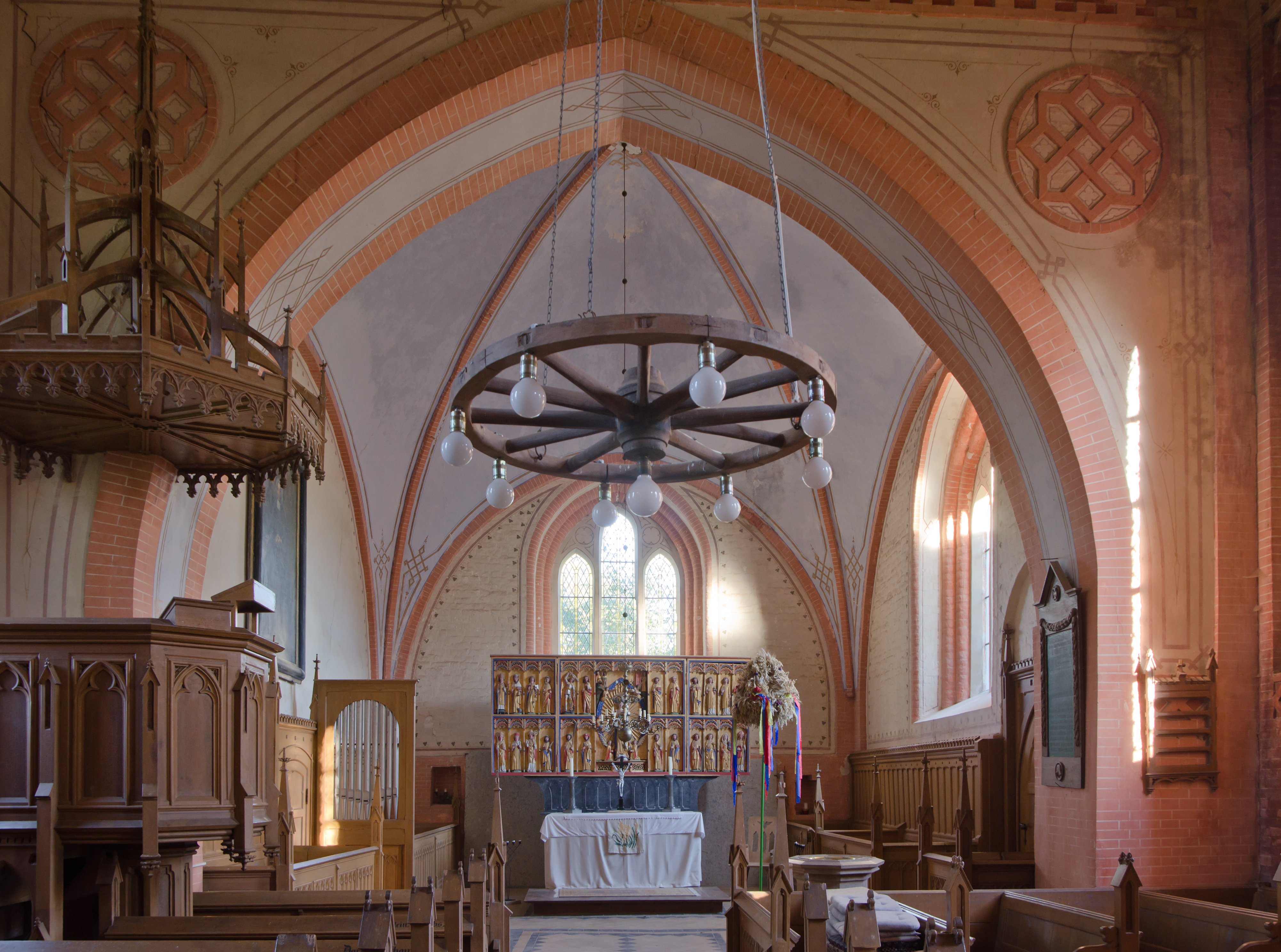
Innenansicht

Die evangelische Dorfkirche Kambs im Ortsteil Kambs von Vorbeck ist eine ursprünglich gotische, später veränderte Backsteinkirche im Landkreis Rostock in Mecklenburg-Vorpommern. Sie gehört zur Kirchengemeinde Schwaan in der Kirchenregion Güstrow in der Propstei Rostock der Evangelisch-Lutherischen Kirche in Norddeutschland (Nordkirche).

## Geschichte und Architektur
Die ältesten Teile der Dorfkirche Kambs sind der rechteckige Chor und die nördlich angebaute Sakristei, die dendrochronologisch auf 1289 datiert wurden. Beide Bauteile sind mit Bandrippen gewölbt. Die Nordwand des Chores und der untere Teil der Sakristei bestehen aus Feldsteinmauerwerk.
Die mittelalterlichen Teile sind außen durch Treppenfries und Ecklisenen gegliedert. Im Ostgiebel sind über einem Zahnschnittfries zwei Reihen von Spitzbogenblenden angeordnet. Auf der Südseite ist ein mit Rundstäben profiliertes Portal in der spätgotischen Vorhalle aus der Zeit um 1490 mit Staffelgiebel eingebaut. Die Fenstergewände sind mit Viertelstäben verziert.
Ein neugotisches flachgedecktes Schiff von Theodor Krüger aus den Jahren 1862/63 bildet den Hauptraum der Kirche. Der ursprünglich ebenfalls neugotische Turm aus den Jahren 1857/68 wurde um 1970 wegen Setzungsschäden teilweise abgetragen und durch den heutigen schlichten Aufsatz mit Pyramidendach ersetzt.

## Ausstattung
Das Hauptstück der Ausstattung ist ein qualitätvoller spätgotischer Schnitzaltar aus der Zeit um 1500. Im Schrein ist eine apokalyptische Madonna dargestellt, die von Aposteln und Heiligen in zwei Reihen im Schrein und in den Flügeln flankiert wird. Auf der Flügelrückseite sind Christus in Gethsemane und die Gefangennahme sowie Christus vor Pilatus und Dornenkrönung als Gemälde dargestellt. Ein Pastorengemälde ist aus dem 18. Jahrhundert erhalten.
Die spätgotische Kanzel aus der Kirche Kambs gilt als ältestes Beispiel einer Dorfkirchenkanzel und wird im Staatliches Museum Schwerin aufbewahrt. Die heutige neugotische Kanzel ist am Schalldeckel mit einem Aufbau aus radialem Strebewerk in Holzschnitzarbeit verziert. Eine gleichfalls neugotische, achteckige Taufe ist im Bereich des Triumphbogens aufgestellt.
Die Orgel ist ein Werk der Firma Sauer von 1971 mit sechs Registern auf einem Manual und Pedal.
Das Geläut bildet eine Glocke aus der Zeit um 1400, die auf den Ton g1+7 gestimmt ist.

## Einzelnachweise

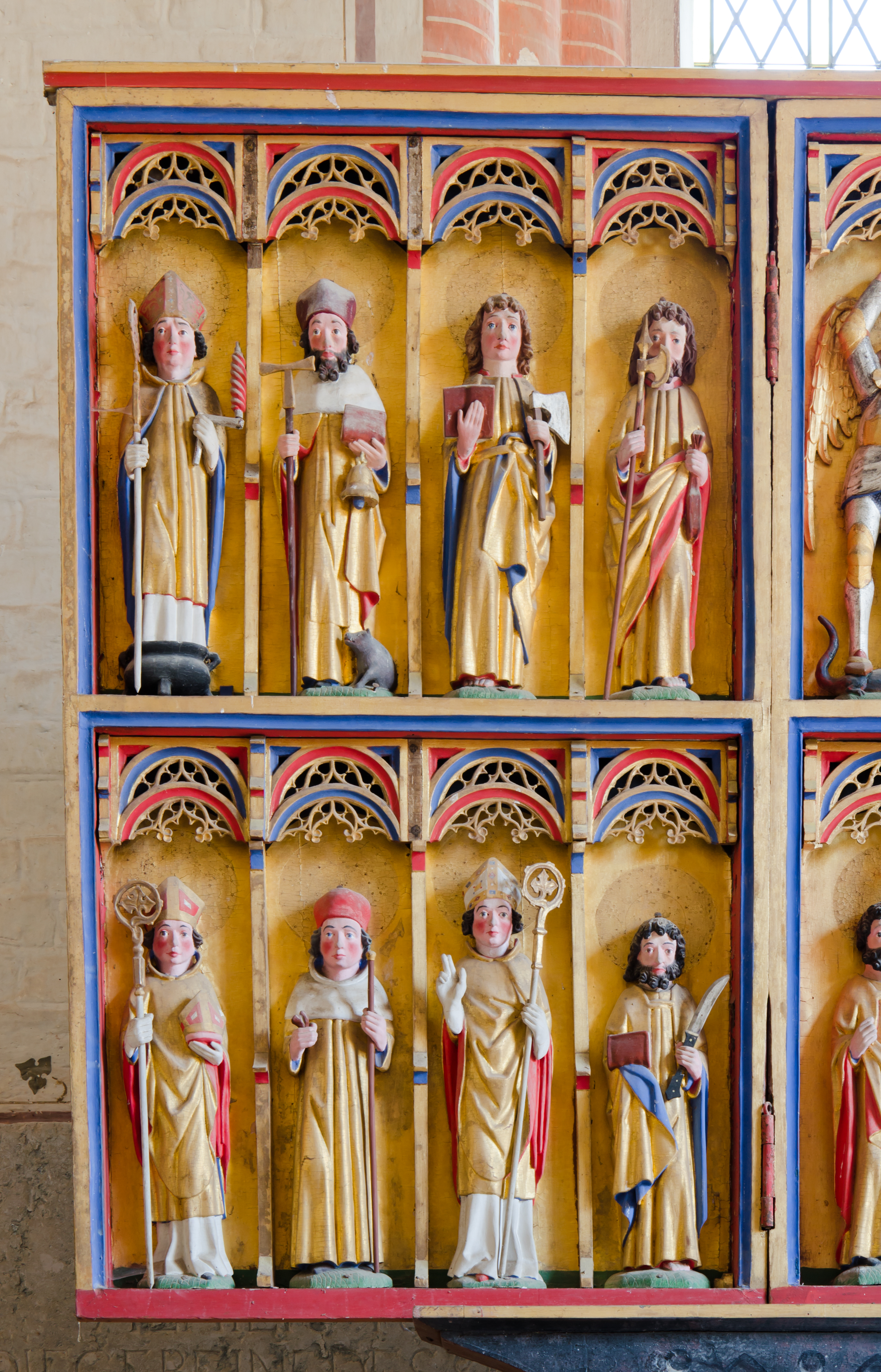
Linker Altarflügel
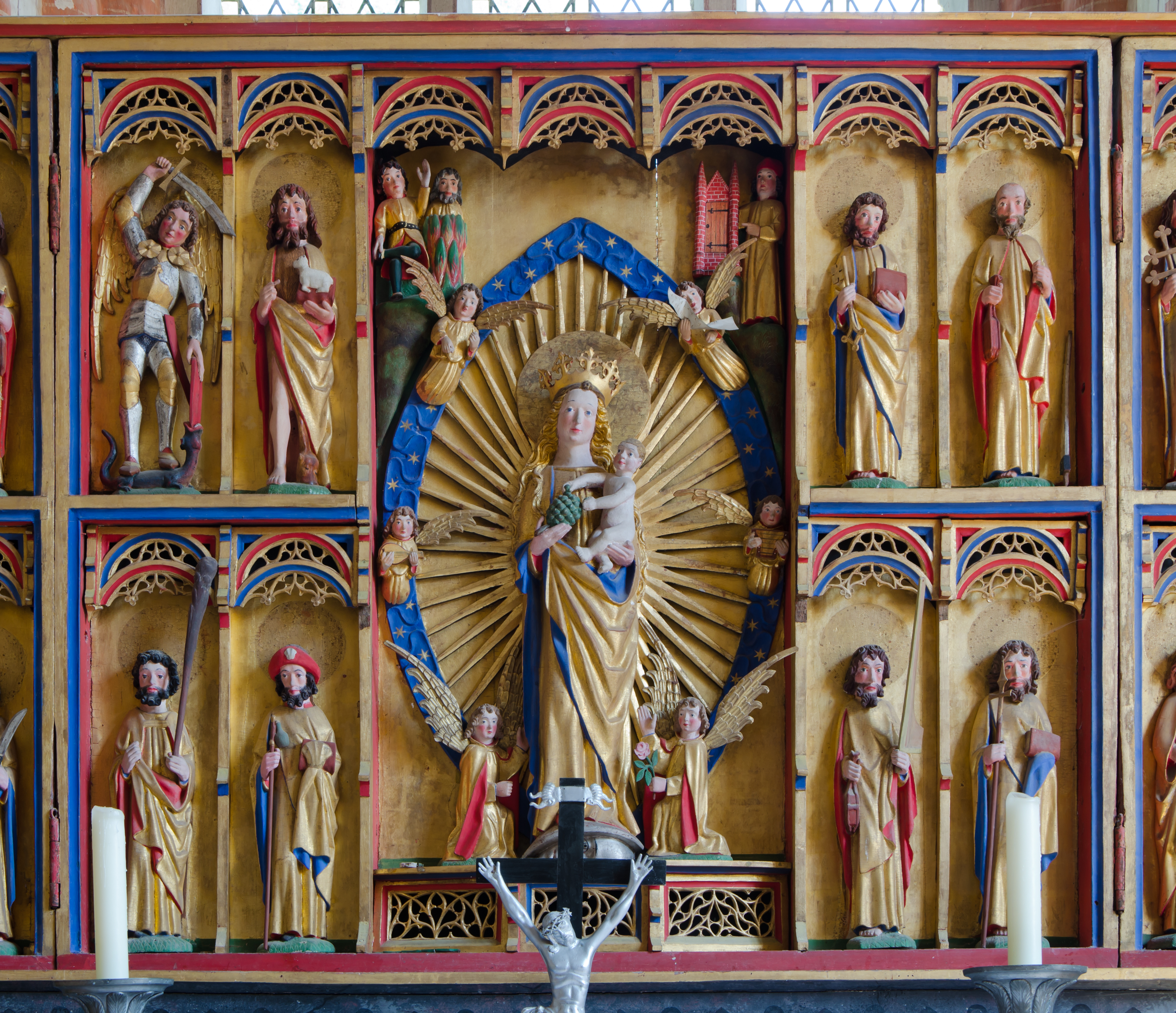
Altarschrein
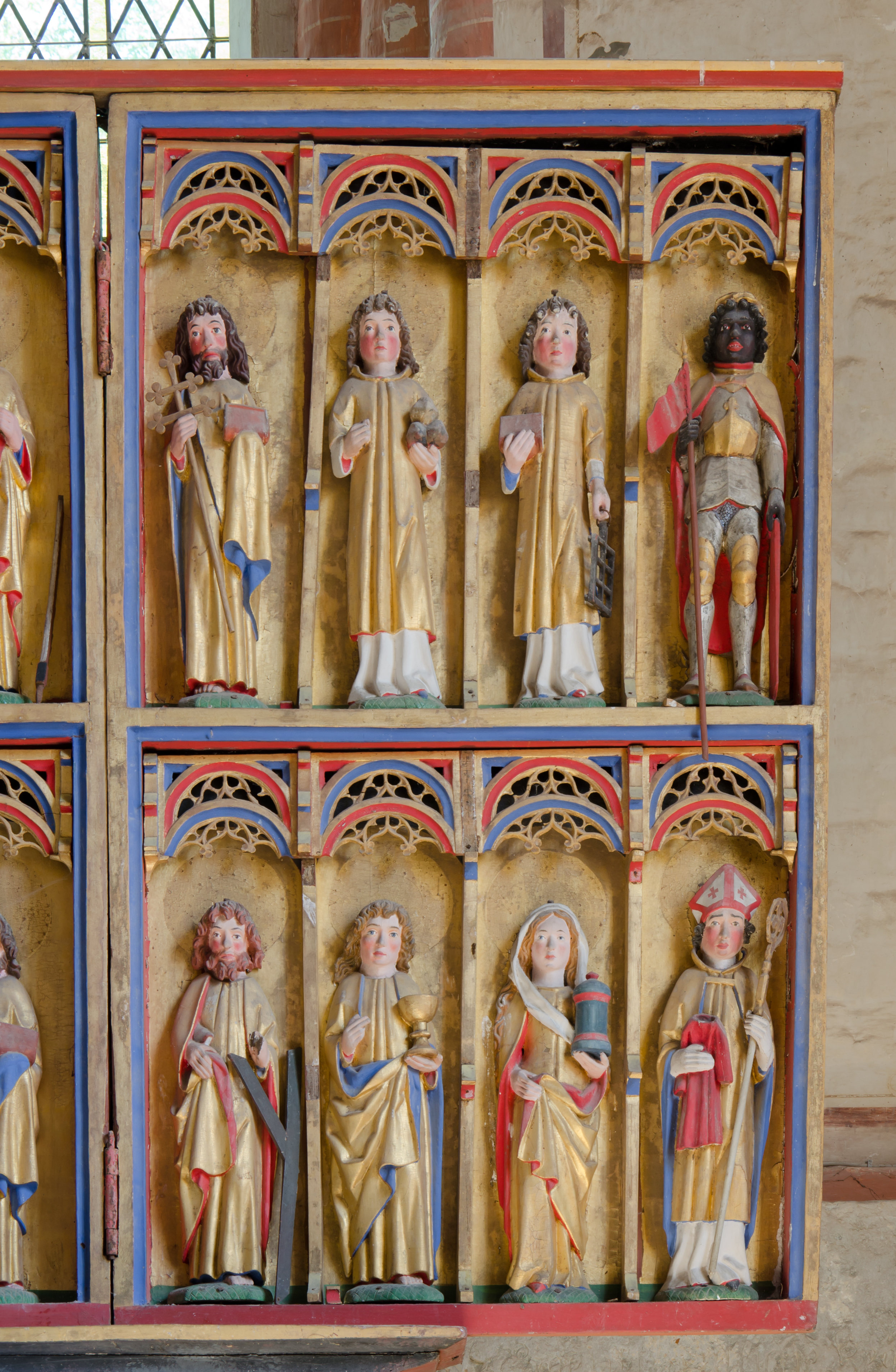
Rechter Altarflügel
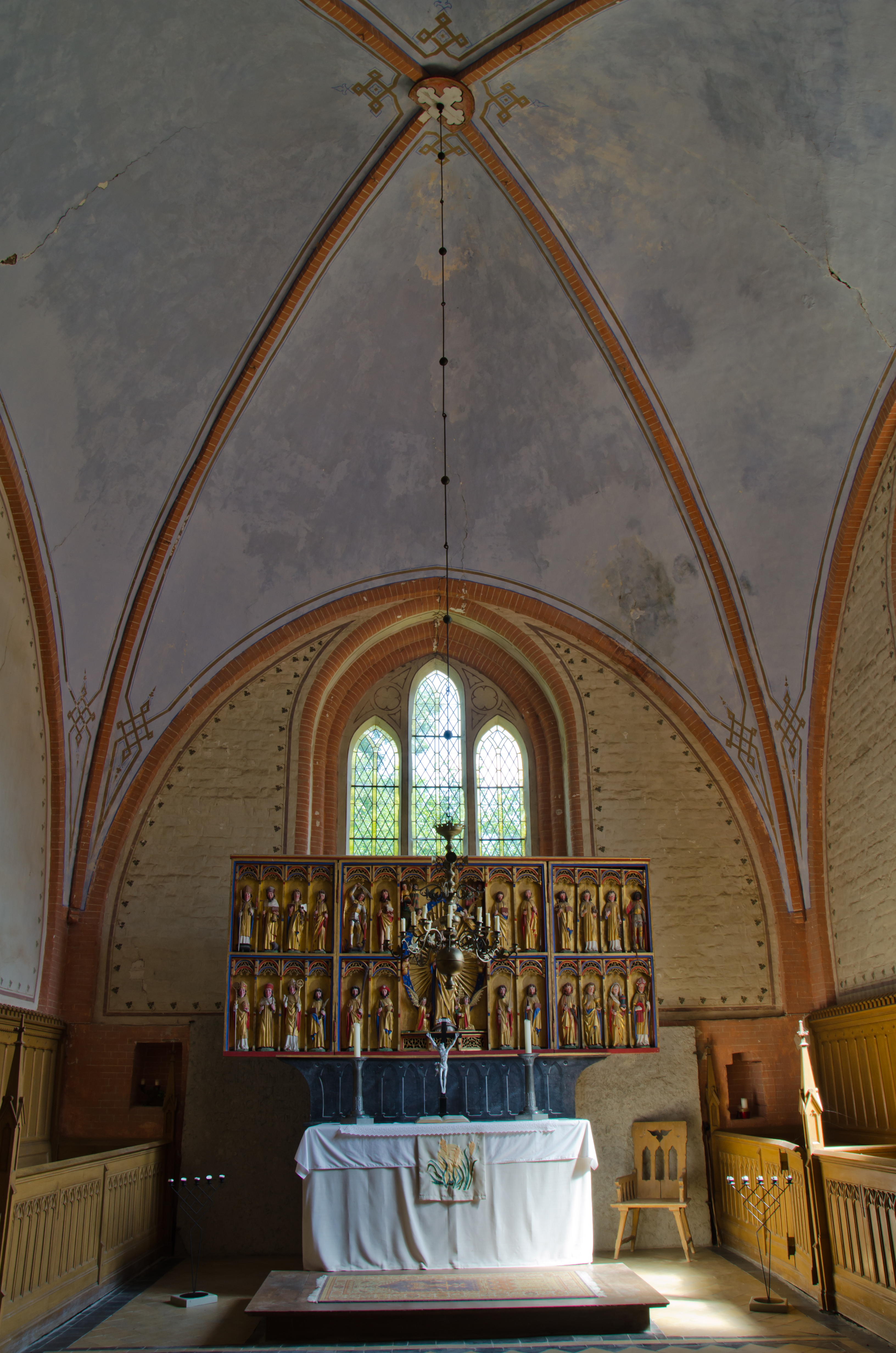
Innenansicht des Chores
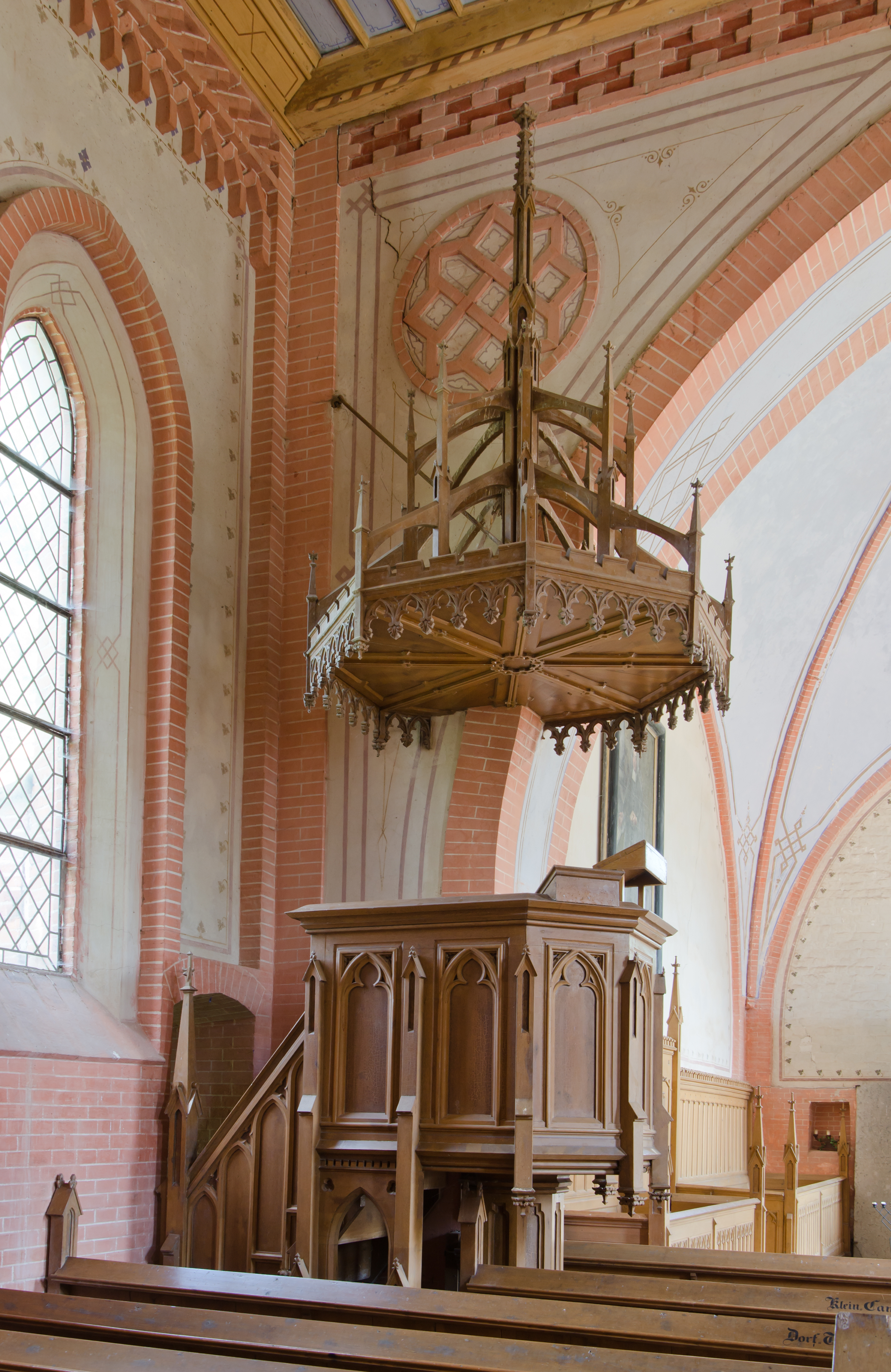
Kanzel